# 克拉克山 (杜費克海岸)
克拉克山（英語：Mount Clarke），是南極洲的山峰，位於杜費克海岸，處於伊菲山以東21公里，屬於毛德王后山脈的一部分，海拔高度3,210米，由英國探險隊發現和命名，現時由南極條約體系管理。